# Сюрен

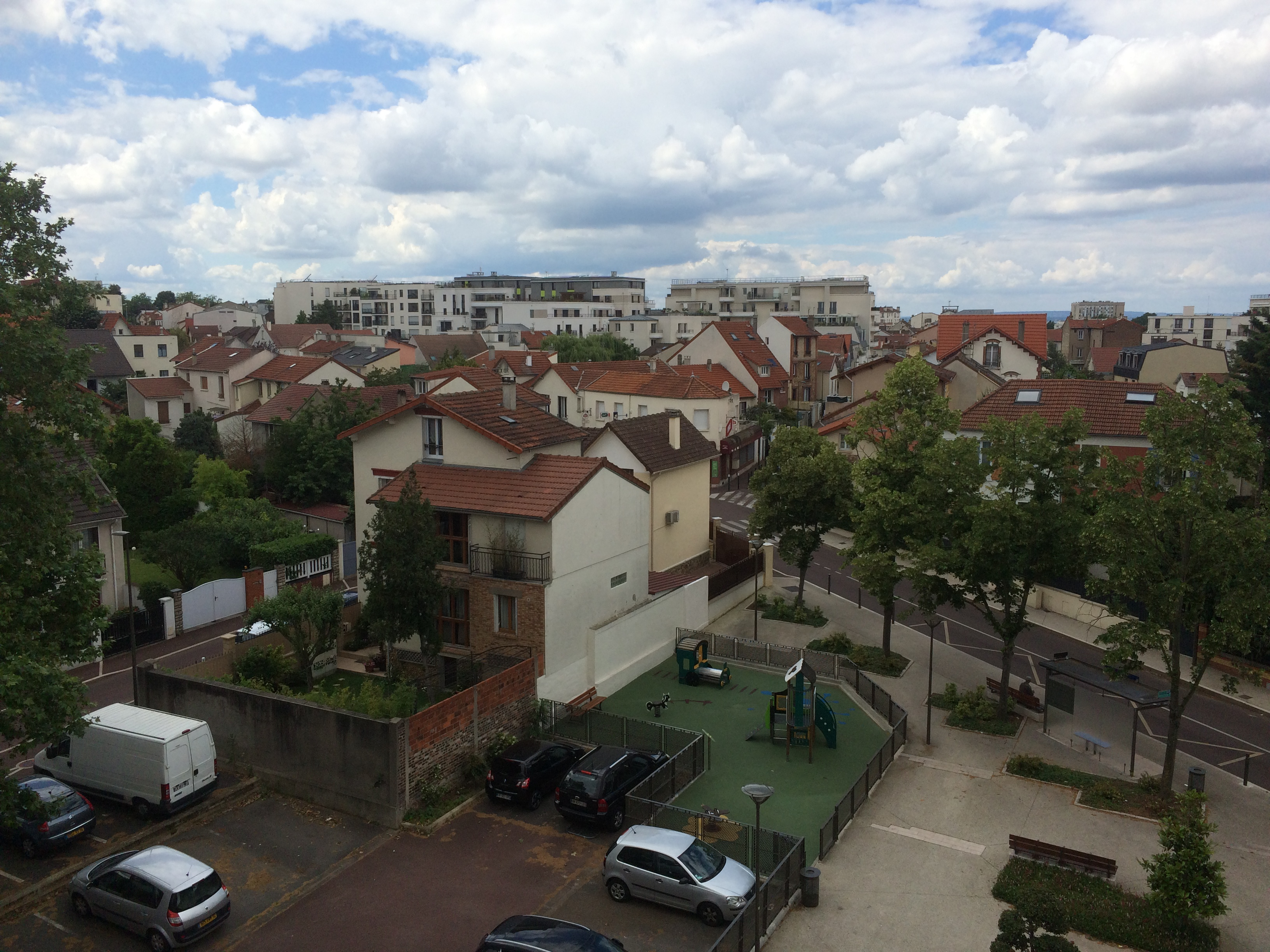
Сюрен, улица Шен

Сюре́н (фр. Suresnes) — коммуна во Франции и ближний пригород Парижа. Расположена в 9,3 км к западу от центра Парижа. В Сюрен находится Форт Мон-Валерьен — мемориал, посвящённый американским солдатам, павшим во Второй мировой войне. С Парижем Сюрен связывают линия Транзильена, ведущая через Дефанс к парижскому вокзалу Сен-Лазар, а также линией трамвая № 2 до станции метро «Порт-де-Версаль». Автомобильное сообщение до административного центра Иль-де-Франса осуществляется по мосту Сюрен через Сену, по которому проходит аллея Лоншам, ведущая в Булонский лес. Сюрен обладает одним из самых высоких показателей плотности населения в Европе.

## Экономика
В Сюрене расположены штаб-квартиры фармацевтической компании Servier и производителя сыров Unibel (Groupe Bel).

## Уроженцы
- Алексис Салатко — французский писатель, автор романов (род. 01.01.1959)[7].
- Микаэль Юн — французский актёр, комик и певец (02.12.1973).
- Этьен де Понсен (род. 06.03.1964) — французский дипломат
- Этьен Перрюшо (1958-2019) — французский композитор

## Города-побратимы
- Кольменар-Вьехо, Испания
- Район Гёттинген, Германия
- Хакни, Великобритания[8]
- Ганн. Мюнден, Германия
- Холон, Израиль
- Крагуевац, Сербия
- Филлах, Австрия (с 1992)

## Ссылки

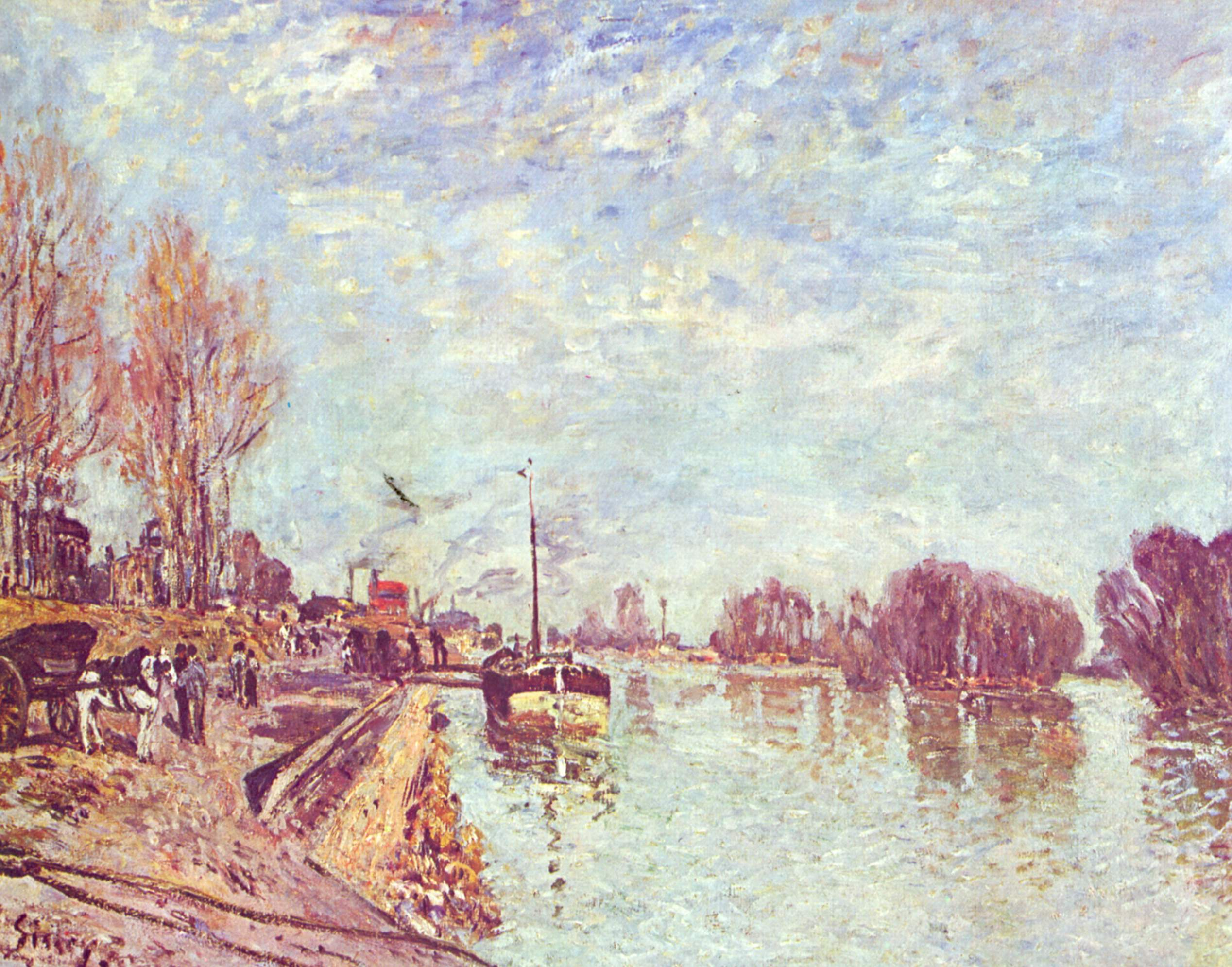
Сена около Сюрен (Альфред Сислей, 1879)
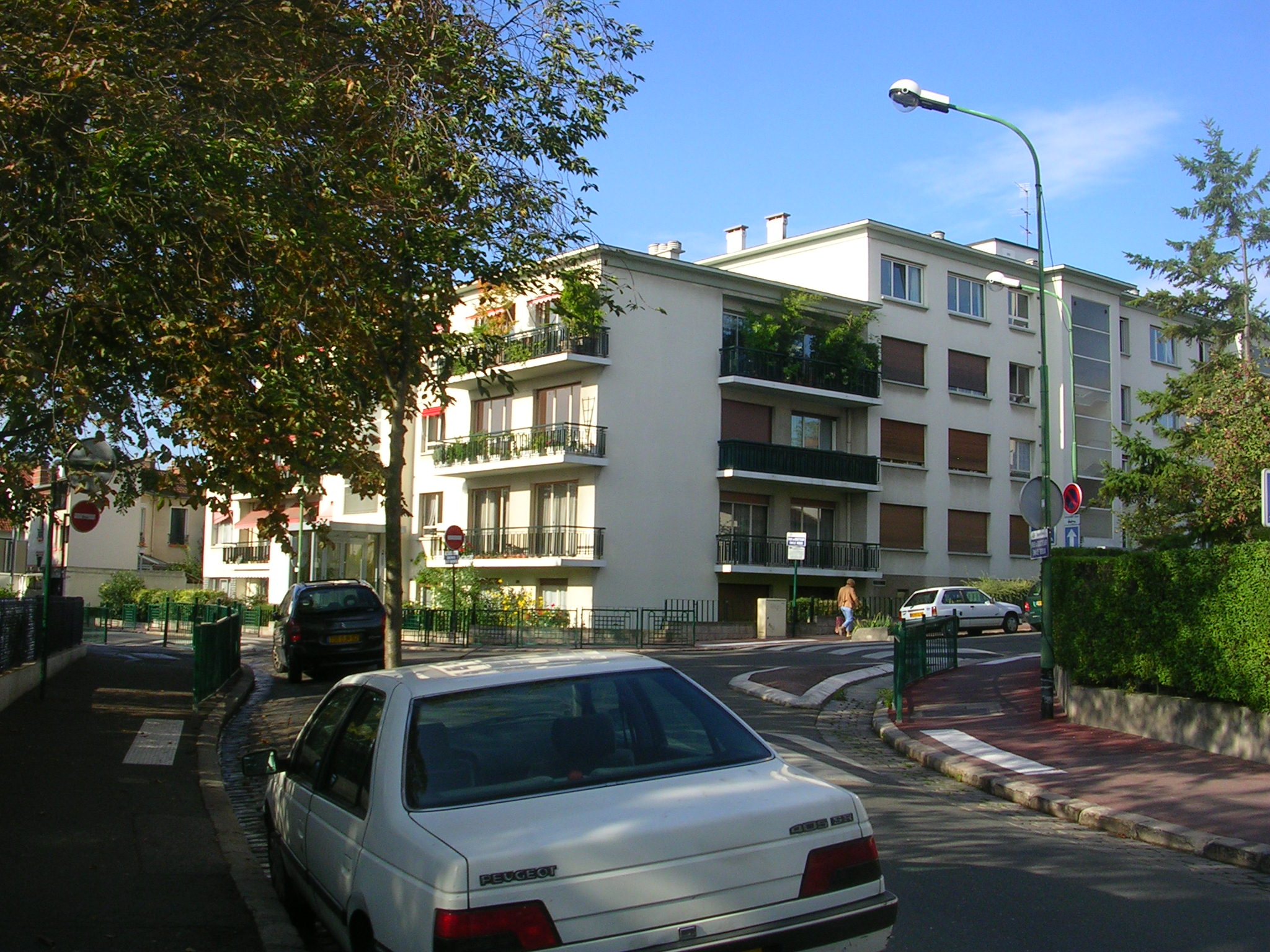
Дома в Сюрен
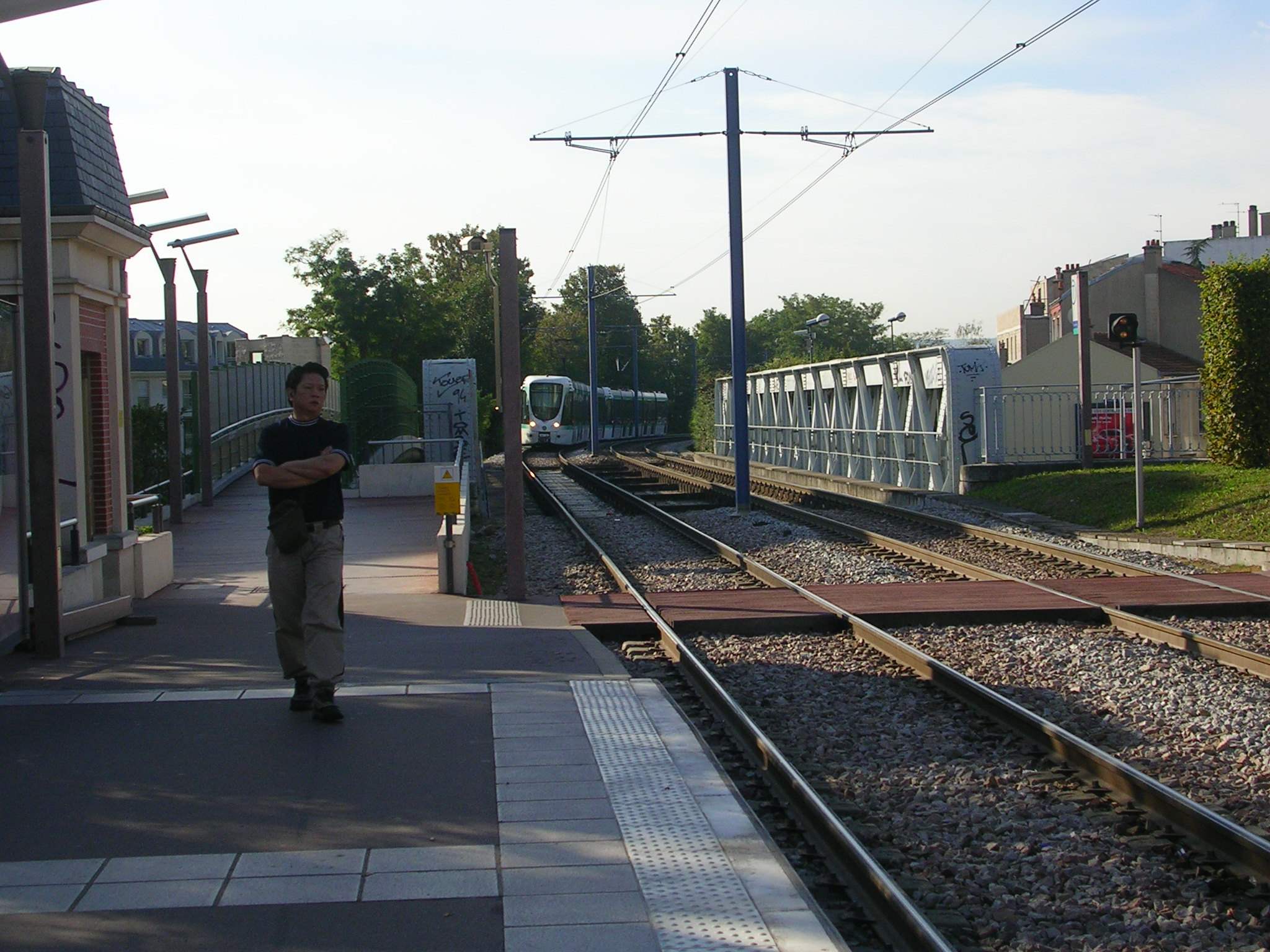
Скоростной трамвай линии T2 прибывает на станцию в Сюрен